# 巴科斯范式
巴科斯范式（縮寫為 ），又称为巴科斯-诺尔范式（英語：Backus-Naur Form，縮寫同樣為 ，也譯为巴科斯-瑙尔范式、巴克斯-诺尔范式），是一种用于表示上下文无关文法的语言，上下文无关文法描述了一类形式语言。它是由约翰·巴科斯（John Backus）和彼得·诺尔（Peter Naur）首先引入的用来描述计算机语言语法的符号集。
尽管巴科斯范式也能表示一部分自然语言的语法，它还是更广泛地使用于程序设计语言、指令集、通信协议的语法表示中。大多数程序设计语言或者形式语义方面的教科书都采用巴科斯范式。在各种文献中还存在巴科斯范式的一些变体，如扩展巴科斯范式 EBNF 或扩充巴科斯范式 ABNF。

## 發展歷史
約翰·巴科斯首次在ALGOL 58中实现巴科斯範式。彼得·諾爾在ALGOL 60之中，進一步發展它的概念並將它的符號加以簡化，稱其為巴科斯範式（Backus Normal Form）。但高德納主張應稱為巴科斯-諾爾範式（Backus–Naur Form），因為它不算是一種正規形式（Normal form）。

## 介绍
BNF 规定是推导规则(产生式)的集合，写为：
<符號> ::= <使用符號的表達式>
这里的 <符号> 是非终结符，而表达式由一个符号序列，或用指示选择的竖杠 '|' 分隔的多个符号序列构成，每个符号序列整体都是左端的符号的一种可能的替代。从未在左端出现的符号叫做终结符。

## 引用
本條目部分或全部内容出自以GFDL授權發佈的《自由線上電腦詞典》（FOLDOC）。